# Sixto Betancourt
Sixto Betancourt Véliz (n. 16 de mayo de 1992 en Tiquisate, Escuintla, Guatemala) es un futbolista guatemalteco. Juega como defensa y su actual equipo es el Malacateco  de la Liga Nacional de Fútbol de Guatemala.
Betancourt integró la Selección de Guatrmala Sub-20, que jugó en la Copa Mundial de 2011, realizada en Colombia. Fue la primera participación de su país en un torneo similar.

## Clubes
| Club                              | País       | Año         |
| --------------------------------- | ---------- | ----------- |
| Juventud Retalteca                | Guatemala  | 2011 - 2012 |
| Deportivo Malacateco              | Guatemala  | 2012 - 2013 |
| Club Social y Deportivo Municipal | Guatemala  | 2013 - 2014 |
| Club Sport Cartaginés             | Costa Rica | 2014        |
| Club Plaza Colonia de Deportes    | Uruguay    | 2015        |
| Club Social y Deportivo Municipal | Guatemala  | 2015 - 2016 |
| Antigua GFC                       | Guatemala  | 2016 - 2017 |
| Deportivo Malacateco              | Guatemala  | 2017 - Act. |

## Participaciones internacionales

### Copas Mundiales
| Mundial                               | Sede     | Resultado    |
| ------------------------------------- | -------- | ------------ |
| Copa Mundial de Fútbol Sub-20 de 2011 | Colombia | Segunda fase |